# Heinz Heger
Heinz Heger, pseudonimo di Josef Kohout (Vienna, 24 gennaio 1915 – Vienna, 15 marzo 1994), cittadino austriaco, è stato prigioniero nei campi di concentramento nazionalsocialisti a causa della propria omosessualità, perseguita come crimine a norma del paragrafo 175 del codice penale tedesco.
Nel 1972 Kohout, utilizzando lo pseudonimo di Heinz Heger, pubblicò Die Männer mit dem rosa Winkel - tradotto in molte lingue e pubblicato in italiano con il titolo Gli uomini con il triangolo rosa - una delle pochissime testimonianze autobiografiche, insieme a quella dell'internato gay alsaziano Pierre Seel, relative alle condizioni di vita e al trattamento riservato agli omosessuali all'interno dei lager nazisti.

## Biografia
Heinz Heger nacque a Vienna da una famiglia cattolica; il padre era impiegato statale. La madre era una donna molto affettuosa e premurosa nei confronti del figlio: quando Heger decise di dichiararle le proprie inclinazioni sessuali, pur tenendole nascoste al padre, ella rispose, eccezionalmente considerando la rigida morale austriaca del tempo:
Nel periodo dell'annessione austriaca da parte della Germania avvenuta nel 1938, con la quale l'Austria divenne parte del Reich tedesco, Heger, che si disinteressava di politica, era studente universitario a Vienna. Nel marzo 1939, Heger venne convocato dalla Gestapo in seguito a un imprudente appunto inviato all'amante Fred, figlio di un gerarca nazista: «Al mio amico Fred in amore eterno e profondissimo affetto».
Heger venne arrestato e condannato a sei mesi di carcere, in applicazione del paragrafo 175, come "degenerato"; il padre, in seguito allo scandalo, perse il lavoro e, disperato, si suicidò lasciando una lettera per la famiglia: «Questo è troppo per me! Vi prego di dimenticarmi. Dio protegga nostro figlio!». Il suo amato Fred riuscì invece, probabilmente a causa dell'influenza del padre, ad essere prosciolto a causa di "confusione mentale".

## L'internamento nei lager
Dopo aver scontato la pena prevista Heger, su ordine dell'Ufficio centrale per la sicurezza del Reich non venne liberato, ma venne invece deportato presso il campo di concentramento di Sachsenhausen, dove fu obbligato ad indossare, sulla casacca da internato, il triangolo rosa, marchio distintivo dei deportati omosessuali. A Sachsenhausen Heger e gli altri 180 deportati gay non potevano avere contatti con nessun altro prigioniero per il timore che potessero "sedurlo". I lavori più duri e inutili venivano assegnati agli omosessuali per "rieducarli attraverso il lavoro": d'inverno erano obbligati a spazzare la neve con le mani accumulandola di lato, per poi ricevere ordine di spostarla (sempre con le mani) da un'altra parte.
Heger riuscì a scampare in parte ai lavori più duri, e quindi a sopravvivere, diventando l'amante di un Kapò imprigionato come criminale comune, in quello che egli definì "un rapporto di convenienza per ambo le parti". Nel maggio 1940 Heger fu trasferito presso il campo di concentramento di Flossenbürg, in Baviera ed internato presso il Block (blocco prigionieri) numero 6. A Flossenbürg egli fu sottoposto nuovamente a un durissimo regime carcerario, al disprezzo del personale di guardia delle SS e degli altri internati, ma sempre riuscì a sopravvivere grazie alle numerose "amicizie" con Kapò, e forse anche di una SS omosessuale, che lo "protessero" da una morte quasi certa. Nei lager, infatti, l'omosessualità, pur duramente osteggiata era clandestinamente praticata, soprattutto dai delinquenti comuni che ricoprivano posizioni di comando all'interno della gerarchia degli internati.
Nell'estate 1943 il comandante delle SS, Heinrich Himmler decise che gli omosessuali "ariani" avrebbero dovuto essere "rieducati" a un comportamento sessuale "ortodosso"; per questo egli ordinò che fossero obbligati a frequentare regolarmente il bordello del campo, rifornito con internate "ariane" obbligate a prostituirsi. Heger descrive queste umilianti esperienze come "non solo imbarazzanti, ma anche strazianti".

## La liberazione e il dopoguerra
Il 24 aprile 1945, con l'avvicinarsi delle forze anglo-americane, il campo venne sgombrato ed Heger obbligato ad una marcia della morte verso il campo di Dachau. Pochi giorni dopo egli venne liberato, prima di raggiungere Dachau, nei pressi di Cham.
Dopo la guerra Heger rientrò a Vienna, dove cercò di ottenere i risarcimenti previsti per gli ex-internati. L'ufficio preposto alla pratica non riconobbe le sue istanze, in quanto i risarcimenti erano riservati agli ex-internati per motivi politici: egli, dopo sei anni di prigionia, ricevette, come "risarcimento", un buono per l'acquisto di un fornello a gas. Heger scrisse in seguito di considerarsi fortunato: il paragrafo 175 non venne abolito dopo la guerra e le forze di occupazione anglo-americane non riconobbero il periodo trascorso in un lager come legalmente valido ai fini dei termini di prigionia, e reincarcerarono molti omosessuali per terminare di scontare la pena.
Heinz Heger morì nella sua città natale nel marzo 1994; tra i suoi effetti personali venne ritrovato il triangolo rosa indossato sulla sua casacca da internato con sovrapposto il suo numero di prigioniero: 1896. È l'unico esempio di triangolo rosa appartenuto a un detenuto omosessuale conosciuto; attualmente è proprietà del United States Holocaust Memorial Museum di Washington.

## Il libro
Gli uomini con il triangolo rosa fu, nel 1972, il primo documento in prima persona relativo all'internamento di omosessuali nei lager nazisti. Fino ad allora il tema era ignoto al pubblico, ignorato dalla storiografia ufficiale se non -talvolta- persino deliberatamente censurato. La documentazione in materia era scarsa e frammentaria, e non esistendo alcuna testimonianza diretta, era facile negare puramente che l'episodio fosse mai avvenuto, come facevano anche alcune associazioni di ex-deportati che non volevano che il proprio nome fosse "sporcato" dalla presenza di omosessuali nelle loro file. Da qui l'importanza dell'apparizione delle testimonianze dirette, a cui l'autobiografia di Heger diede il via.
Kohout non scrisse di persona il libro, per la stesura del quale si avvalse della collaborazione dell'amico giornalista Hans Neumann. Si spiega così perché questo memoriale appaia per alcuni versi differente dagli altri che sono stati scritti dopo: il tono della narrazione è infatti romanzato, con momenti di sdegno enfatico e retorico di solito assenti nei documenti di questo tipo.
Inoltre, la narrazione è stata editata puntando il riflettore su episodi giudicati meglio adatti a garantire un successo di vendita, e il libro ha avuto infatti un impatto enorme, soprattutto all'interno della comunità gay. Era la prima volta che una ex vittima della persecuzione nazista rompeva il silenzio. Il libro fu quindi tradotto in svariate lingue, e per molti anni fu addirittura il solo documento in prima persona disponibile sul tema.
Non è eccessivo dire che l'impatto emotivo di quest'opera contribuì a rompere il silenzio attorno a questo tema tabù, ad accendere la speranza di trovare altri testimoni disposti a parlare della propria esperienza (cosa che in effetti avvenne), e in definitiva a spianare la strada alle opere successive, anche realizzate con metodi storiografici più scientifici, come ad esempio il documentario Paragraph 175.